# Pfarrkirche Rannariedl

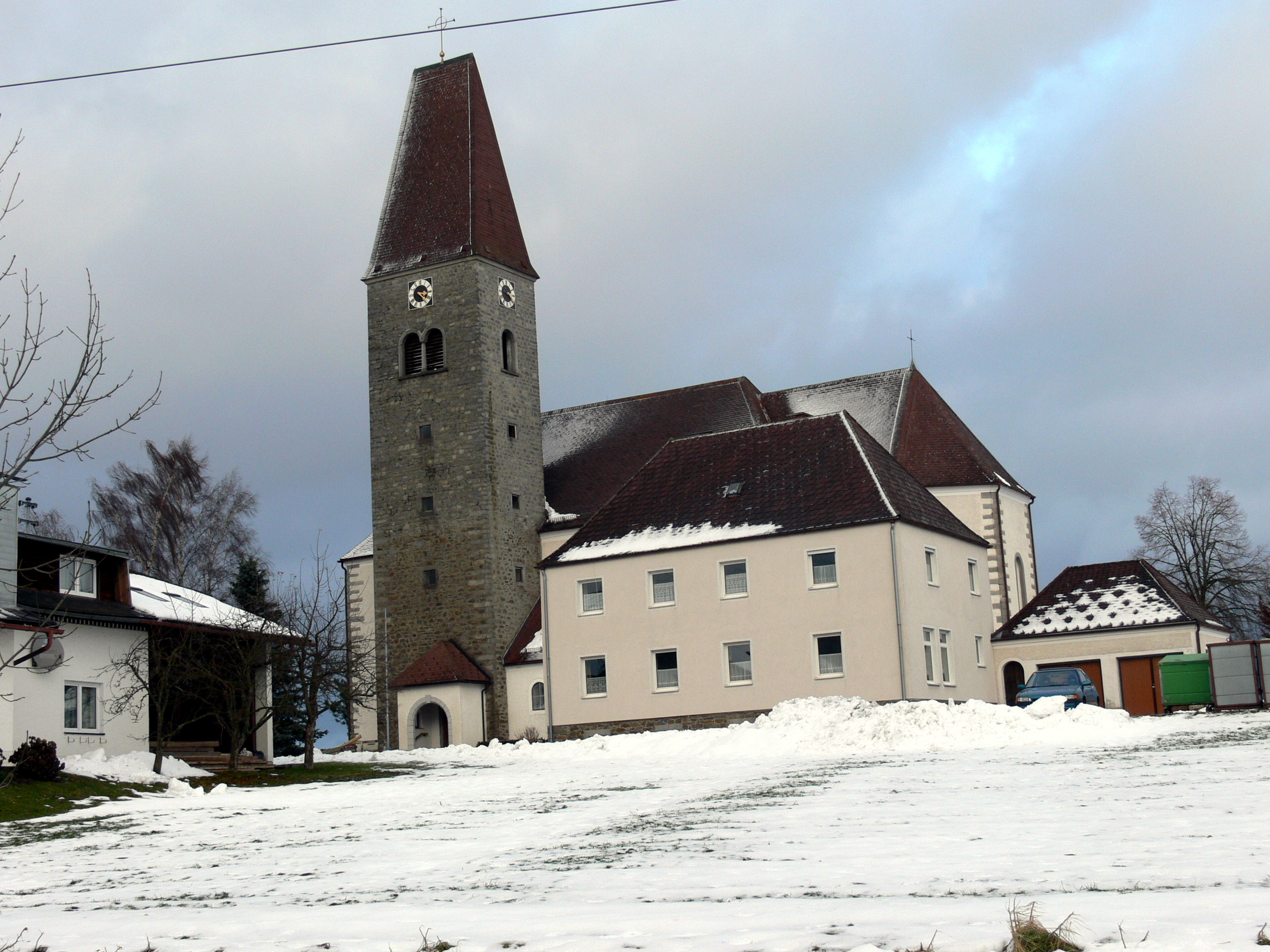
Pfarrkirche Rannariedl

Die Pfarrkirche Rannariedl steht in der Ortschaft Pühret in Gemeinde Neustift im Mühlkreis im oberen Mühlviertel in Oberösterreich. Die römisch-katholische Pfarrkirche Mariä Himmelfahrt gehört zum Dekanat Sarleinsbach in der Diözese Linz. Die Kirche steht unter Denkmalschutz.

## Geschichte
Die Pfarrkirche wurde nach 1948 nach Plänen von Karl von Tobisch-Labotýn errichtet und 1953 geweiht. Der historisierende, fünfjochige Bau mit südlichem, dreijochigem Seitenschiff hat einen eingezogenen Chor, Rundbogenfenster und einen steinbloßen Turm mit Zeltdach. Die künstlerische Gestaltung im Inneren stammt von Franz Xaver Wirth, eine Figurengruppe der Dreifaltigkeit aus der Zeit um 1950.
Die Orgel aus 1974 mit zwölf Registern wurde von Gregor Hradetzky gebaut.

## Ausstattung
Die Orgel aus 2003 mit 18 Registern und 2 Manualen stammt von Andreas Kaltenbrunner.